# Anna Bostford Comstock
Anna Botsford Comstock (1 de septiembre de 1854-24 de agosto de 1930) era una artista estadounidense, educadora, conservacionista, y una dirigente del movimiento de estudio de la naturaleza, nacido en Otto, Nueva York, siendo sus progenitores a Marvin y Phebe Irish Botsford.

## Trayectoria
Comstock creció en la granja de sus padres, donde ella y su madre que era cuáquera pasaban el tiempo juntas examinando flores salvajes, pájaros, y árboles.
Comstock asistió al Chamberlain Institute y Female College, una escuela metodista en Randolph, Nueva York, retornando posteriormente a Otto donde se dedicó a la docencia durante un año.
En 1874, Comstock entró a la Universidad de Cornell en Ithaca, Nueva York, donde fue una miembro  de la asociación Kappa Alfa Theta. Dejó Cornell después de dos años y en 1878, a la edad de 24,  se casó con John Henry Comstock, un joven entomólogo de la Facultad de Cornell quién le hizo interesarse en la ilustración de insectos.
Comstock realizó grabados para más de 600 láminas  Manual for the Study of Insects (1895), Insect Life (1897), y How to Know the Butterflies (1904), el primero escrito por su marido y los últimos en coautoría. Sus grabados fueron mostrados en exhibiciones y ganaron varios premios. Ambos escribieron e ilustraron varios libros, incluyendo Ways of the Six-Footed (1903), How to Keep Bees (1905), The Handbook of Nature Study (1911), The Pet Book (1914), y Trees at Leisure (1916). Ella también escribió la novela Confessions to a Heathen Idol (1906). Liberty Hyde Bailey y su marido le dijeron que esperaban que The Handbook of Nature Study le shiciera perder dinero, pero se convirtió en un libro de texto básico para el profesorado y fue más tarde traducido a 8 idiomas, con otras 20 estampas. Todavía se imprime.
Durante su vida, Comstock ilustró las conferencias y las publicaciones de su marido sobre insectos. No tenía instrucción formal en este tipo de ilustración; pero estudiaba un insecto en el microscopio y entonces lo dibujaba. Mientras su marido era jefe de entomología en el Departamento de Agricultura de EE. UU. desde el 1879 a 1881, ella preparó los dibujos para su Report of the Entomologist en insectos de escala cítrica. Ella entonces reingresó en Cornell y recibió un grado en historia natural en 1885. Entonces  estudió grabado en madera en la Cooper Unión, Ciudad de Nueva York, así que  pudo preparar ilustraciones para el libro de su marido a Introducción a la Entomología en 1888. También en 1888, ella fue una  de las primeras cuatro mujeres admitidas a Sigma Xi, una sociedad de honor nacional para las ciencias.
Durante su vida, Comstock ilustró las conferencias y las publicaciones de su marido en insectos. Tenga no formación formal en esta ilustración;  estudie un insecto bajo un microscopio entonces lo dibuja. Mientras su marido era jefe  entomólogo en el Departamento de EE. UU. de Agricultura de 1879 a 1881,  prepare los dibujos para su 1880 Informe del Entomologist en cochinillas de los cítricos. Ella entonces volvió a Cornell y recibió un grado en historia natural en 1885. Entonces  estudió tallado de madera en Cooper Unión, Ciudad de Nueva York, y así  podía preparar ilustraciones para la introducción del libro de entomología de su marido.
Comstock es famosa por ser una de las primeras en llevar a su alumnado y a otros profesores al campo para estudiar la naturaleza. En 1895, Comstock fue nominada para el Comité Estatal para la Promoción de la Agricultura de Nueva York. En esta posición, ella planeó e implementó un curso experimental de estudio de naturaleza para las escuelas públicas. El programa estuvo aprobado para uso a nivel estatal a través del servicio de extensión de Cornell. Ella escribió y habló entonces en nombre del programa, ayudó a entrenar profesores, y preparar materiales de aula. Empezó en 1897,  enseñando estudio de naturaleza en Cornell. Comstock fue la primera mujer profesora en Cornell. Aun así, se le negó ser catedrática durante veinte años hasta 1920. En 1911, Martha Van Rensselaer y Flora Rose se convirtieron en las primeras mujeres catedráticas en Cornell.
Comstock Editó Naturaleza-Estudio de Revisión de 1917 en 1923, y formó parte del personal de Vida Campestre en América.
En 1922, Comstock se retiró de Cornell como profesora emérita pero continuó enseñando en los cursos de verano. En 1923, ella y Martha Van Rensselaer estuvieron nominadas por la Liga Nacional de Votantes de Mujeres como unas de las doce mujeres más importantes del país.